# Sân vận động Campo Desportivo
Trung tâm Olympic Desportivo - Sân vận động (tiếng Bồ Đào Nha: Estádio Campo Desportivo; tiếng Trung: 奧林匹克體育中心-運動場) là một sân vận động đa năng ở Đãng Tể, Ma Cao, Trung Quốc. Trước đây sân được đặt tên là Sân vận động Campo Desportivo (tiếng Trung: 澳門運動場) trước khi việc xây dựng lại sân vận động đã hoàn thành.
Trung tâm thể thao Olympic là khu liên hợp thể thao lớn nhất ở Ma Cao. Sân thường được gọi là Sân vận động Khu liên hợp Olympic Macau vì đây là cơ sở lớn nhất của khu phức hợp. Khu liên hợp bao gồm một sân vận động - một sân cỏ (105 x 68 m) được bao quanh bởi một đường điền kinh 8 làn và một khu vực nhảy dài, một sân vận động trong nhà 900 chỗ ngồi, một trung tâm khúc côn cầu, một sân tập và một số sân quần vợt. Nói chung, sân được sử dụng chủ yếu cho các trận đấu bóng đá và điền kinh.

## Tái thiết năm 2005
Sân vận động đã được cải tạo lớn bao gồm việc xây dựng lại khán đài Đông và Tây để tăng sức chứa cho Đại hội Thể thao Đông Á 2005. Trước khi tái thiết, khán đài phía Tây là phần duy nhất của sân vận động có mái che, phần còn lại là ngoài trời. Sân vận động được làm mới hiện có sức chứa khoảng 16.272 người.

## Người thuê sân
Sân vận động đã trở thành sân nhà của đội tuyển bóng đá quốc gia Ma Cao kể từ khi hoàn thành và là địa điểm chính cho các giải đấu thể thao và bóng đá địa phương bao gồm cả Liga de Elite.

## Các trận đấu bóng đá đáng chú ý
Sau khi tái thiết, sân đã tổ chức một số trận giao hữu nổi tiếng như Trung Quốc vs Bồ Đào Nha năm 2002, Barcelona vs. Thâm Quyến năm 2005, Manchester United vs. Thâm Quyến năm 2007, Chelsea F.C. vs. Quảng Châu Hằng Đại, Southampton F.C. vs. Guangzhou R&F vào năm 2019.
Vào ngày 5 tháng 9 năm 2018, AFC thông báo rằng sân vận động này sẽ tổ chức trận lượt về tứ kết AFC Champions League 2018 giữa Thiên Tân Quyền Kiện của Trung Quốc và Kashima Antlers của Nhật Bản vào ngày 18 tháng 9.

### Đội tuyển
| 25 tháng 5 năm 2002 Giao hữu | Trung Quốc | 0–2 | Bồ Đào Nha                   | Đãng Tể |  |
| 20:00 UTC+8                  |            |     | Nuno Gomes 50' · Pauleta 61' | Sân vận động: Sân vận động Campo Desportivo (Đãng Tể) Lượng khán giả: 18.000 Trọng tài: Kwon Jong-Cheol (Hàn Quốc) |  |

| 17 tháng 3 năm 2015 Vòng loại giải vô địch bóng đá thế giới 2018 | Ma Cao                    | 1–1                            | Campuchia       | Đãng Tể |  |
| 20:00 UTC+8                                                      | Leong Ka Hang 52' (ph.đ.) | Chi tiết (FIFA) Chi tiết (AFC) | Thierry Bin 28' | Sân vận động: Sân vận động Campo Desportivo (Đãng Tể) Lượng khán giả: 1.000 Trọng tài: Yaqoob Abdul Baki (Oman) |  |

| 29 tháng 8 năm 2018 Giao hữu | Ma Cao          | 1–4 | Quần đảo Solomon                                                      | Đãng Tể                                               |  |
| 12:30 UTC+8                  | Ka Seng Lam 75' |     | Judd Molea 39' · Atkin Kaua 47' · Alvin Hou 52' · Benjamin Totori 61' | Sân vận động: Sân vận động Campo Desportivo (Đãng Tể) |  |

### Câu lạc bộ
| 7 tháng 3 năm 2018 Cúp AFC 2018 Bảng I | Benfica de Macau               | 3–2                                  | Hang Yuen                   | Sân vận động Campo Desportivo, Ma Cao                            |  |
| 20:00 UTC+8                            | - Nguema 49' - Leonel 61', 64' | Chi tiết trực tiếp Chi tiết thống kê | - Chen Ching-hsuan 19', 34' | Lượng khán giả: 1.200 Trọng tài: Shukri Al-Hunfush (Ả Rập Xê Út) |  |

| 25 tháng 4 năm 2018 Cúp AFC 2018 Bảng I | Benfica de Macau | 0–2 | April 25                     | Sân vận động Campo Desportivo, Ma Cao                    |  |
| 20:00 UTC+8                             |                  |     | - An Il-bom 24', 31' (ph.đ.) | Lượng khán giả: 550 Trọng tài: Omar Mohamed Al-Ali (UAE) |  |

| 16 tháng 5 năm 2018 Cúp AFC 2018 Bảng I | Benfica de Macau               | 3–0 | Hwaebul | Sân vận động Campo Desportivo, Ma Cao           |  |
| 19:00 UTC+8                             | - Leonel 42', 63', 82' (ph.đ.) |     |         | Lượng khán giả: 350 Trọng tài: Shaun Evans (Úc) |  |

| 18 tháng 9 năm 2018 Vòng đấu loại trực tiếp AFC Champions League 2018 QF3.2 | Thiên Tân Quyền Kiện | 0–3 | Kashima Antlers                    | Sân vận động Campo Desportivo, Ma Cao             |  |
| 19:30 UTC+8                                                                 |                      |     | - Serginho 13' - Abe 27' - Doi 66' | Lượng khán giả: 8.718 Trọng tài: Chris Beath (Úc) |  |

| 23 tháng 7 năm 2019 Torneio Internacional de Futebol de Macau por Convite em Comemoração do 20.º Aniversário do Estabelecimento da RAEM | Guangzhou R&F | 0–4      | Southampton F.C.                                          | Sân vận động Campo Desportivo, Ma Cao |  |
| 19:30 UTC+8 |               | Chi tiết | - C Adams 1' - S Long 19' - Y Valery 19' - C Klarer 90+1' |                                       |  |

| 27 tháng 7 năm 2019 International Super Cup 2019 | Inter Milan     | 1–1 (6-5 p) | Paris Saint-Germain F.C. | Sân vận động Campo Desportivo, Ma Cao |  |
| 19:30 UTC+8                                      | - S Longo 90+4' | Chi tiết    | - T Kehrer 41'           | Lượng khán giả: 8.859                 |  |